# Marcin Borski
Marcin Borski (Varsó, 1973. április 13. –) lengyel nemzetközi labdarúgó-játékvezető.

## Pályafutása

### Nemzeti játékvezetés
A játékvezetői vizsgát 1992-ben tette le. Nemzeti labdarúgó-szövetségének megfelelő játékvezető bizottságai minősítése alapján jutott magasabb osztályokba. 1999-től a Ekstraklasa játékvezetője. A küldési gyakorlat szerint rendszeres 4. bírói szolgálatot is végez. Első ligás mérkőzéseinek száma: 162 (2015. július 17.).

### Nemzetközi játékvezetés
A Lengyel labdarúgó-szövetség Játékvezető Bizottsága (JB) 2006-ban terjesztette fel nemzetközi játékvezetőnek, a Nemzetközi Labdarúgó-szövetség (FIFA) bírói keretében. 2012-ben az UEFA JB az elit kategória játékvezetői közé minősítette. A FIFA JB központi nyelvei közül a angolt és a spanyolt beszéli. Több nemzetek közötti válogatott, valamint  Intertotó-kupa, UEFA-kupa,  Európa-liga és UEFA-bajnokok ligája klubmérkőzést vezetett, vagy működő társának 4. bíróként segített. 2008-tól az UEFA JB talent programjának résztvevője. 2012-től az  UEFA JB besorolás szerint a „mester” kategóriába tevékenykedik. A lengyel nemzetközi játékvezetők rangsorában, a világbajnokság-Európa-bajnokság sorrendjében többedmagával a 9. helyet foglalja el 4 találkozó szolgálatával. Válogatott mérkőzéseinek száma: 9 (2015. június 16.).

#### Labdarúgó-világbajnokság
A világbajnoki döntőhöz vezető úton Dél-afrikai Köztársaságba a XIX., a 2010-es labdarúgó-világbajnokságra, valamint Brazíliába a XX., a 2014-es labdarúgó-világbajnokságra a FIFA JB bíróként alkalmazta. Selejtező mérkőzéseket az UEFA zónában vezetett.

##### 2010-es labdarúgó-világbajnokság

###### Selejtező mérkőzés
| Időpont             | Helyszín                          | Mérkőzés típusa           | Mérkőzés           | Eredmény | Nézők száma |
| ------------------- | --------------------------------- | ------------------------- | ------------------ | -------- | ----------- |
| 2008. október 15.   | Josy-Barthel Stadion, Luxembourg  | előselejtező (2. csoport) | Luxemburg–Moldova  | 0 : 0    | 2 157       |
| 2009. szeptember 5. | Boris Paichadze Stadion, Tbiliszi | előselejtező (8. csoport) | Olaszország–Grúzia | 0 : 2    | 32 000      |

##### 2014-es labdarúgó-világbajnokság

###### Selejtező mérkőzés
| Időpont              | Helyszín                           | Mérkőzés típusa           | Mérkőzés               | Eredmény | Nézők száma |
| -------------------- | ---------------------------------- | ------------------------- | ---------------------- | -------- | ----------- |
| 2012. szeptember 11. | Şükrü Saracoğlu Stadion, Isztambul | előselejtező (D. csoport) | Törökország–Észtország | 3 – 0    | 441 680     |

#### Labdarúgó-Európa-bajnokság
Az európai-labdarúgó torna döntőjéhez vezető úton Ukrajnába és Lengyelországba a XIV., a 2012-es labdarúgó-Európa-bajnokságra, illetve Franciaországba a XV., a 2016-os labdarúgó-Európa-bajnokságra az UEFA JB játékvezetőként foglalkoztatta. 2012-es tornára az UEFA/FIFA JB a 12 fős játékvezetői keretbe delegálta. A nemzetközi torna előtt speciális felkészítő edzőtáborba vettek részt. Elsőként 2012. január 30. - február 2. között, utána április végén a Varsóban folytatódott felkészítésük. 2012-ben 4. játékvezetőként (tartalék) kapott meghívást.

##### 2012-es labdarúgó-Európa-bajnokság

###### Selejtező mérkőzés
| Időpont             | Helyszín                | Mérkőzés típusa           | Mérkőzés               | Eredmény | Nézők száma |
| ------------------- | ----------------------- | ------------------------- | ---------------------- | -------- | ----------- |
| 2010. október 8.    | Városi Stadion, Asztana | előselejtező (A. csoport) | Kazahsztán–Belgium     | 0 : 2    | 8 500       |
| 2011. szeptember 6. | Dubňom Stadion, Zsolna  | előselejtező (B. csoport) | Szlovákia–Örményország | 0 : 4    | 7 238       |

##### 2016-os labdarúgó-Európa-bajnokság

###### Selejtező mérkőzés
| Időpont          | Helyszín                | Mérkőzés típusa           | Mérkőzés          | Eredmény | Nézők száma |
| ---------------- | ----------------------- | ------------------------- | ----------------- | -------- | ----------- |
| 2014. október 9. | Wembley Stadion, London | előselejtező (E. csoport) | Anglia–San Marino | 5 – 0    | 55 990      |

#### Gulf Cup
Szaúd-Arábia rendezte a 2014 Gulf Cup labdarúgó tornát, ahol az AFC JB vendég játékvezetőként vette igénybe szolgálatát.

##### 2014-es Gulf Cup
| Időpont            | Helyszín                  | Mérkőzés típusa | Mérkőzés   | Eredmény |
| ------------------ | ------------------------- | --------------- | ---------- | -------- |
| 2014. november 23. | Nemzetközi Stadion, Rijád | egyik elődöntő  | Omán–Katar | 1 – 3    |

#### Nemzetközi kupamérkőzések

##### Európa-liga
| Időpont          | Helyszín               | Mérkőzés típusa           | Mérkőzés                            | Eredmény |
| ---------------- | ---------------------- | ------------------------- | ----------------------------------- | -------- |
| 2010. július 29. | Központi Stadion, Győr | előselejtező (3. forduló) | Győri ETO FC–Montpellier Hérault SC | 0 : 1    |

#### A magyar labdarúgó-válogatott mérkőzései (1902–1929)
| Időpont           | Helyszín                     | Mérkőzés típusa                | Mérkőzés            | Eredmény | Nézők száma |
| ----------------- | ---------------------------- | ------------------------------ | ------------------- | -------- | ----------- |
| 2009. február 11. | Ramat Gan Stadion, Ramat Gan | barátságos válogatott mérkőzés | Izrael–Magyarország | 1 : 0    | 9 211       |

## Szakmai sikerek
2009-ben a Pilka Nozna magazin az Év Játékvezetője címmel tüntette ki.